# Carex foetida
Carex foetida es una especie de planta herbácea de la familia Cyperaceae. 

## Descripción
Es una planta laxamente cespitosa. Tallos de (4)8-25(35) cm de altura, trígonos, con los ángulos agudos, lisos o escábridos en la parte superior. Hojas 1,5-3(3,8) mm de anchura, de menor longitud que los tallos, raras veces de longitud mayor, planas o canaliculadas, ásperas en los bordes de la zona superior, ± blandas; lígula de 0,3-0,5 mm, de ápice redondeado; sin antelígula; vainas basales escuamiformes, de color pardo, enteras o algo fibrosas. Bráctea inferior generalmente menor que la inflorescencia, glumácea, muy raramente setácea o cortamente foliácea. Espigas agrupadas en una espiga simple de 0,7-1,5 cm, ovoide, piramidal o capituliforme, no lobulada. Glumas ovales, agudas, de color pardo muy obscuro o negruzcas, sin margen escarioso, las femeninas generalmente igualan o superan los utrículos. Utrículos 3,5-4(4,3) × 1-2 mm, estipitados, de contorno oval, planoconvexos o cóncavo-convexos, no o muy poco esponjosos en la base, con los nervios prominentes, parduscos, con un pico de 1-1,2 mm, liso o algo escábrido, bífido u oblicuamente truncado. Aquenios 1-1,3 × 0,9-1,1 mm, de contorno obovado o elíptico, oliváceos, plano-convexos o biconvexos, con la base del estilo persistente en forma de una corta columna.

## Distribución y hábitat
Se encuentra en ventisqueros y prados alpinos; a una altitud de 2200-2500 metros. Endemismo de las altas montañas de Europa. En la península ibérica únicamente se conocen algunas poblaciones aisladas en los Pirineos centrales.

## Taxonomía
Carex foetida fue descrita por   Carlo Allioni  y publicado en Flora Pedemontana 2: 265. 1785.
Citología
Número de cromosomas de Carex foetida (Fam. Cyperaceae) y táxones infraespecíficos: 2n = 58*.
Etimología
Ver: Carex
foetida; epíteto latino que significa "fétida, con olor desagradable".
- Carex baldensis Vill.
- Carex lobata Vill.
- Carex villarsii Willd.
- Caricina foetida (All.) St.-Lag.
- Vignea foetida (All.) Rchb.[4][5]